# Katedra św. Jerzego w Jerozolimie
Katedra św. Jerzego (ang.: St. George's Cathedral in Jerusalem) jest siedzibą anglikańskiej episkopalnej diecezji jerozolimskiej. Zbudowana w stylu neogotyckim, konsekrowana w 1898. Jest siedzibą dwóch parafii, jednej anglojęzycznej, drugiej arabskojęzycznej. W sąsiednim budynku mieścił się dawniej konsulat brytyjski a obecnie dom gościnny dla pielgrzymów. W pobliżu znajduje się anglikańska uczelnia teologiczna  St. George's College. Katedra znajduje się niedaleko od Grobu w Ogrodzie – od XIX wieku popularnego wśród anglikanów miejsca kultu.